# Почтовый идентификатор
Трек-номер (англ. tracking number), почтовый идентификатор — уникальный буквенно-цифровой или цифровой код (штрихкодовый идентификатор), присваиваемый почтовым отправлениям.

## Описание
Система Всемирной пересылки и обмена почтовой корреспонденцией подразумевает присвоение регистрируемым почтовым отправлениям (кроме обыкновенных регистрируемых почтовых отправлений) уникального почтового трек-номера. На каждом из этапов пересылки почтовый трек-номер заносится в единую базу данных о состоянии почтовых отправлений. Это позволяет отслеживать прохождение почтовых отправлений через интернет-сайты почтовых и курьерских служб и факт вручения почтового отправления получателю.
При помощи почтового трек-номера возможно узнать о местонахождении и состоянии почтового отправления. Информацию по почтовому трек-номеру можно получить касательно:
- внутренних регистрируемых почтовых отправлений, пересылаемых в пределах одной страны,
- международных регистрируемых почтовых отправлений, пересылаемых за пределы страны,
- международных регистрируемых почтовых отправлений, поступивших в страну из другой страны.

## Структура трек-номера
Трек-номер международного почтового отправления содержит 13 символов вида XX123456789YY и состоит из четырёх блоков:
1. Первые две латинские буквы (XX) обозначают тип почтового отправления:
- RA-RZ — регистрируемое отправление письменной корреспонденции (заказная карточка, письмо, бандероль, мелкий пакет (до 2 кг), заказной мешок «М»[2] — международное отправление с большим объёмом печатной продукции: бумагами, книгами, журналами);
- LA-LZ — отслеживаемое письмо, несколько подтипов; использование LZ требует двустороннего соглашения;
- VA-VZ — письмо с объявленной ценностью;
- CA-CZ — международная посылка (более 2 кг);
- EA-EZ — экспресс-отправления EMS (от Express Mail Service);
- UA-UZ — нерегистрируемые и неотслеживаемые отправления, которые обязаны проходить таможенные процедуры;
- ZA-ZZ — SRM-отправление (от simplified registered mail), простой регистрируемый пакет.

2. Первые восемь цифр (12345678) — уникальный номер отправления. Согласно правилам UPU-S10, почтовая служба должна назначать номера таким образом, чтобы трек-номер не повторялся в течение 12 календарных месяцев (рекомендованный период — 24 календарных месяца или дольше).
3. Девятая цифра (9) — контрольная цифра, рассчитываемая по формуле:
- каждая из первых восьми цифр номера умножается соответственно на 8, 6, 4, 2, 3, 5, 9, 7;
- полученные значения суммируются;
- промежуточный результат делится на 11, чтобы получить остаток;
- остаток вычитается из 11;
- полученный конечный результат является контрольной цифрой, если она больше или равна 1, но меньше или равен 9. Если конечный результат равен 10, то контрольная цифра равна 0; если этот результат равен 11, то контрольная цифра равна 5.

Пример: расчёт контрольной цифры для отправления номер 41034224:
| Номер                           | 4  | 1 | 0 | 3 | 4  | 2  | 2  | 4  |     |
| ------------------------------- | -- | - | - | - | -- | -- | -- | -- | --- |
| Множители                       | 8  | 6 | 4 | 2 | 3  | 5  | 9  | 7  |     |
| Результат                       | 32 | 6 | 0 | 6 | 12 | 10 | 18 | 28 | 112 |
| 112 делить на 11 = 10 остаток 2 |    |   |   |   |    |    |    |    |     |
| 11-2 = 9                        |    |   |   |   |    |    |    |    |     |
| Полный номер равен 410342249    |    |   |   |   |    |    |    |    |     |

4. Латинские буквы в конце (YY) — двухбуквенный ISO-код страны по ISO 3166-1, из которой следует почтовое отправление (например, RU — Россия, CN — КНР, SG — Сингапур и т. д.), или присвоенный код почтовой службы (например, YP — Yanwen Logistics).
Трек-номер внутреннего почтового отправления обычно состоит из 13 символов (внутрироссийский идентификатор состоит из 14 цифр).
Пример почтового трек-номера международного отправления: CA123456789UA.
Пример почтового трек-номера внутреннего отправления: 0123456789123.
Штрихкод международного отправления — в формате Code128 или Code39.

## Внутрироссийский идентификатор
Внутрироссийский почтовый идентификатор содержит 14 цифр и состоит из четырёх блоков:
1. Первые 6 цифр — индекс предприятия связи места приёма (индекс отправляющего отделения). Для предварительно оформленных на сайте Почты России посылок это значение не будет совпадать с номером почтового отделения: для таких отправлений используется отдельный диапазон индексов, а саму посылку можно сдать к перевозке в любом почтовом отделении.
2. Седьмая и восьмая цифры — порядковый номер месяца печати штрихкодового идентификатора, начиная с января 2000 года (значение 01), это обеспечивает уникальность идентификатора в сети почтовой связи в течение, по крайней мере, восьми лет. При достижении номера 99 следующий месяц получает номер 01. Номер 01, кроме января 2000 года, имели также апрель 2008 года и июль 2016 года. По состоянию на январь 2022 года используется номер месяца 67.
3. Пять цифр с девятой по тринадцатую — уникальный номер почтового отправления, принятого предприятием связи в текущем месяце.
4. Последняя, четырнадцатая цифра — контрольная разряд (цифра):
- суммируются все цифры в нечётных позициях и умножаются на 3;
- суммируются все цифры в чётных позициях;
- суммируются результаты действий пунктов 1 и 2;
- из 10 вычитается остаток от деления суммы из пункта 3 на 10. Это число и есть контрольная цифра (в случае, если результат пункта 4 кратен 10, контрольная цифра равна 0).

Пример: расчёт контрольной цифры для отправления номер 1421171600738.
| 1 | 2 | 3 | 4 | 5 | 6 | 7 | 8 | 9 | 10 | 11 | 12 | 13 | 14 |
| 1 | 4 | 2 | 1 | 1 | 7 | 1 | 6 | 0 | 0  | 7  | 3  | 8  | ?  |
| Н | Ч | Н | Ч | Н | Ч | Н | Ч | Н | Ч  | Н  | Ч  | Н  | Ч  |

Н — нечётная позиция; Ч — чётная позиция. Расчёт: 1+2+1+1+0+7+8=20; 20×3=60; 4+1+7+6+0+3=21; 60+21=81; 10-1=9. Контрольная цифра = 9. Итоговая последовательность (14 символов):
| 1 | 4 | 2 | 1 | 1 | 7 | 1 | 6 | 0 | 0 | 7 | 3 | 8 | 9 |

Для внутрироссийских отправлений используется структура штрихкодового идентификатора в формате Interleaved Two of Five.
Существует также и 16-значный внутрироссийский почтовый идентификатор — им кодируются не отдельные почтовые отправления, а почтовые ёмкости (ящики, контейнеры, мешки, паллеты и т. п.). Его формат аналогичен 14-значному, только для уникального номера отводится не пять, а семь цифр.